# Melanotis caerulescens
Mimão-azulado, mimo-azul ou mulato-azul (Melanotis caerulescens) é uma espécie de ave da família Mimidae.
Pode ser encontrada nos seguintes países: México e Estados Unidos da América.
Os seus habitats naturais são: florestas secas tropicais ou subtropicais, regiões subtropicais ou tropicais húmidas de alta altitude e florestas secundárias altamente degradadas.